# HTC Sensation XE
HTC Sensation XE je smartphone společnosti HTC. Vychází z modelu Sensation. Hardware je stejný až na vnější kryt, který má jiné barevné provedení a na zadní straně ja logo Beats Audio. Procesor je výrobcem taktován na 1,5 GHz, z původních 1,2 GHz. Přístroj je vybaven 8megapixelovým fotoaparátem. Displej s úhlopříčkou 4,3 palce (cca 10,92 cm) disponuje rozlišením 960x540 pixelů. V telefonu je použit operační systém Android a uživatelské rozhraní HTC Sense 3.6. V balení se nachází originální sluchítka Beats By Dr.Dre urBeats. Jako první telefon od HTC byl vybaven ekvalizérem Beats Audio.

## Design
Design se změnil jen v barvách. Celý telefon je černý s červenými doplňky (reproduktor nad displejem, kroužek u fotoaparátu, dotyková tlačítka). Na zadní straně místo textu "WITH HTC SENSE" je text "BEATS AUDIO" s jeho logem.